# Mentang
Mentang est une localité du Cameroun située dans la commune de Fundong et le département du Boyo.

## Population
Lors du recensement de 2005, on a dénombré 2 061 personnes.
Une étude locale de 2012 estime la population à 4 600 personnes.